# Дешилдс, Даймонд
Даймонд Даная-Азиза Дешилдс (англ. Diamond Danae-Aziza DeShields; родилась 5 марта 1995 года, Уэст-Палм-Бич, штат Флорида, США) — американская профессиональная баскетболистка, выступает за клуб женской национальной баскетбольной ассоциации «Чикаго Скай». Была выбрана на драфте ВНБА 2018 года в первом раунде под общим третьим номером командой «Чикаго Скай». Играет на позиции атакующего защитника и лёгкого форварда.

## Ранние годы
Даймонд родилась 5 марта 1995 года в городе Уэст-Палм-Бич (штат Флорида) в семье Делино и Тишы Дешилдс, у неё есть два брата, Делино и Д’Анджело, и две сестры, Деним и Дилейни, училась она в городе Норкросс (штат Джорджия) в одноимённой средней школе, в которой выступала за местную баскетбольную команду.